# گراهام دیکین (بازیکن فوتبال)
گراهام دیکین (انگلیسی: Graham Deakin؛ زادهٔ ۲۴ آوریل ۱۹۸۷) بازیکن فوتبال است.